# جینسنوسید
جینسنوسید (به انگلیسی: Ginsenoside) با فرمول شیمیایی C۴۲H۷۲O۱۴ یک ترکیب شیمیایی است. 